# Natividad Pechuag
Natividad Pechuag är en ort i Mexiko.   Den ligger i kommunen Simojovel och delstaten Chiapas, i den sydöstra delen av landet, 700 km öster om huvudstaden Mexico City. Natividad Pechuag ligger 508 meter över havet och antalet invånare är 664.
Terrängen runt Natividad Pechuag är kuperad åt sydväst, men åt nordost är den bergig. Runt Natividad Pechuag är det ganska glesbefolkat, med 45 invånare per kvadratkilometer. Närmaste större samhälle är Simojovel de Allende, 10,9 km väster om Natividad Pechuag. I omgivningarna runt Natividad Pechuag växer huvudsakligen savannskog.